# Mirapecten tuberosus
Mirapecten tuberosus is een tweekleppigensoort uit de familie van de Pectinidae. De wetenschappelijke naam van de soort is voor het eerst geldig gepubliceerd in 2001 door Dijkstra & Kilburn.